# (81) Terpsichore
(81) Terpsichore ist ein Asteroid des äußeren Hauptgürtels, der am 30. September 1864 vom österreichischen Astronomen Ernst Wilhelm Leberecht Tempel in Marseille entdeckt wurde.
Der Asteroid wurde benannt nach Terpsichore, der Muse der Chorlyrik und des Tanzes. Die Benennung erfolgte durch Christian Heinrich Friedrich Peters.

## Wissenschaftliche Auswertung
Aus Ergebnissen der IRAS Minor Planet Survey (IMPS) wurden 1992 Angaben zu Durchmesser und Albedo für zahlreiche Asteroiden abgeleitet, darunter auch (81) Terpsichore, für die damals Werte von 119,1 km bzw. 0,05 erhalten wurden. Eine Auswertung von Beobachtungen durch das Projekt NEOWISE im nahen Infrarot führte 2011 zu vorläufigen Werten für den Durchmesser und die Albedo im sichtbaren Bereich von 121,6 km bzw. 0,03. Nachdem die Werte nach neuen Messungen mit NEOWISE 2012 auf 126,3 km bzw. 0,05 korrigiert worden waren, wurden sie 2014 auf 117,7 km bzw. 0,05 geändert. Nach der Reaktivierung von NEOWISE im Jahr 2013 und Registrierung neuer Daten wurden die Werte 2015 zunächst mit 113,3 km bzw. 0,04 angegeben und dann 2016 korrigiert zu 86,1 km bzw. 0,09, diese Angaben beinhalten aber alle hohe Unsicherheiten.
Photometrische Beobachtungen von (81) Terpsichore fanden erstmals statt vom 14. bis 18. Dezember 1985 am Gila Observatory in Arizona. Aus der aufgezeichneten Lichtkurve wurde eine Rotationsperiode von 11,02 h bestimmt. Eine weitere Messung erfolgte vom 5. Januar bis 7. März 2006 am Evelyn L. Egan Observatory der Florida Gulf Coast University, wo für die Rotationsperiode ein Wert von 11,027 h abgeleitet wurde. Am Organ Mesa Observatory in New Mexico gab es mehrere Beobachtungskampagnen zur Bestimmung einer Rotationsperiode für (81) Terpsichore: Einmal während sieben Nächten vom 24. Oktober bis 5. Dezember 2009, was zur Bestimmung einer Periode von 10,943 h führte, während eine Periodizität der doppelten Länge dagegen ausgeschlossen werden konnte. Zum anderen vom 15. Februar bis 15. März 2011, als eine Periode von 10,945 h bestimmt wurde.
Gegen Ende des Jahres 2009 ereigneten sich zwei Sternbedeckungen durch den Asteroiden (81) Terpsichore: Am 19. November gab es eine Bedeckung des Sterns 9. Größe TYC 2342-00278-1 (SAO 56567) für etwa 13 Sekunden, die von mehreren Orten im Osten der Vereinigten Staaten beobachtet werden konnte. Und am 25. Dezember erfolgte eine Bedeckung des nur wenig helleren Sterns TYC 1795-00251-1 (SAO 75766) für etwa 41 Sekunden, die wieder an mehreren Orten in Kanada und im Westen der Vereinigten Staaten verfolgt wurde. Die Auswertung der ersten Bedeckung führte zu einem elliptischen Querschnitt des Asteroiden von (134 × 109) km, während bei der zweiten Bedeckung ein elliptischer Querschnitt von (124 × 112) km registriert wurde. Selbst unter Einbeziehung der Lichtkurve und der Bedeckungen von Ende 2009 waren die Beobachtungen von (81) Terpsichore aber noch nicht ausreichend, um ein zuverlässiges Modell durch die Methode der konvexen Inversion zu erhalten. Um ein solches Modell zu vervollständigen, wurden zusätzliche zukünftige Lichtkurven und/oder Bedeckungen mit vielen beobachteten Profilsehnen als notwendig erachtet.
Mit dem Weltraumteleskop Transiting Exoplanet Survey Satellite (TESS) konnten während dessen Durchmusterung des Südhimmels 2018 bis 2019 auch Objekte des Sonnensystems beobachtet werden. Dabei wurden auch die Lichtkurven von fast 10.000 Asteroiden aufgezeichnet. Für (81) Terpsichore wurde aus Messungen etwa vom 4. bis 22. August 2018 eine Rotationsperiode von 10,9395 h abgeleitet.
Eine koordinierte Beobachtung vom 26. Januar bis 20. Februar 2020 an vier verschiedenen Observatorien der Italian Amateur Astronomers Union (UAI) führte zu einer Periode von 10,946 h, während auch eine Nachmessung vom 16. April bis 30. Mai 2020 am Astronomischen Observatorium der Universität Siena denselben Wert ergab. Eine weitere koordinierte Beobachtung an zwei Observatorien der UAI vom 22. August bis 5. September 2023 wurde wieder zu einer Periode von 10,946 h ausgewertet. In einer Untersuchung von 2024 wurde dann aus archivierten photometrischen Daten und neuen Beobachtungen des Asteroiden während der Jahre 2020 und 2021 mit der Methode der konvexen Inversion ein Gestaltmodell sowie eine Position der Rotationsachse mit prograder Rotation und einer Periode von 10,94 h berechnet.
Abschätzungen von Masse und Dichte für (81) Terpsichore aufgrund von gravitativen Beeinflussungen auf Testkörper ergaben in einer Untersuchung von 2012 eine Masse von etwa 6,19·1018 kg, was mit einem angenommenen Durchmesser von etwa 122 km zu einer Dichte von 6,54 g/cm³ führte bei keiner Porosität. Diese Werte besitzen allerdings eine hohe Unsicherheit im Bereich von ±85 %.

## Terpsichore-Familie
(81) Terpsichore ist namensgebendes und größtes Mitglied einer Asteroidenfamilie mit ähnlichen Bahneigenschaften, wie eine Große Halbachse von 2,83–2,95 AE, eine Exzentrizität von 0,16–0,21 und eine Bahnneigung von 7,8°–8,9°. Taxonomisch handelt es sich um Asteroiden der Spektralklasse C, die mittlere Albedo liegt bei 0,06. Der Terpsichore-Familie wurden im Jahr 2019 etwa 226 Mitglieder zugerechnet.